# Comuna Sopot, Dolj
Sopot este o comună în județul Dolj, Oltenia, România, formată din satele Bașcov, Beloț, Cernat, Pereni, Pietroaia, Sârsca și Sopot (reședința).

## Demografie
Componența etnică a comunei Sopot
     Români (88,15%)
     Alte etnii (11,85%)
Componența confesională a comunei Sopot
     Ortodocși (87,36%)
     Alte religii (0,49%)
     Necunoscută (12,15%)
Conform recensământului efectuat în 2021, populația comunei Sopot se ridică la 1.646 de locuitori, în scădere față de recensământul anterior din 2011, când fuseseră înregistrați 1.836 de locuitori. Majoritatea locuitorilor sunt români (88,15%). Din punct de vedere confesional, majoritatea locuitorilor sunt ortodocși (87,36%), iar pentru 12,15% nu se cunoaște apartenența confesională.

## Politică și administrație
Comuna Sopot este administrată de un primar și un consiliu local compus din 11 consilieri. Primarul, Ion-Cătălin Trăistaru[*], de la Partidul Social Democrat, este în funcție din 2004. Începând cu alegerile locale din 2024, consiliul local are următoarea componență pe partide politice:
|  | Partid                          | Consilieri | Componența Consiliului | Componența Consiliului | Componența Consiliului | Componența Consiliului | Componența Consiliului | Componența Consiliului | Componența Consiliului | Componența Consiliului |
|  | ------------------------------- | ---------- | ---------------------- | ---------------------- | ---------------------- | ---------------------- | ---------------------- | ---------------------- | ---------------------- | ---------------------- |
|  | Partidul Social Democrat        | 8          |                        |                        |                        |                        |                        |                        |                        |                        |
|  | Partidul Național Liberal       | 2          |                        |                        |                        |                        |                        |                        |                        |                        |
|  | Alianța pentru Unirea Românilor | 1          |                        |                        |                        |                        |                        |                        |                        |                        |